# 浮庭橋

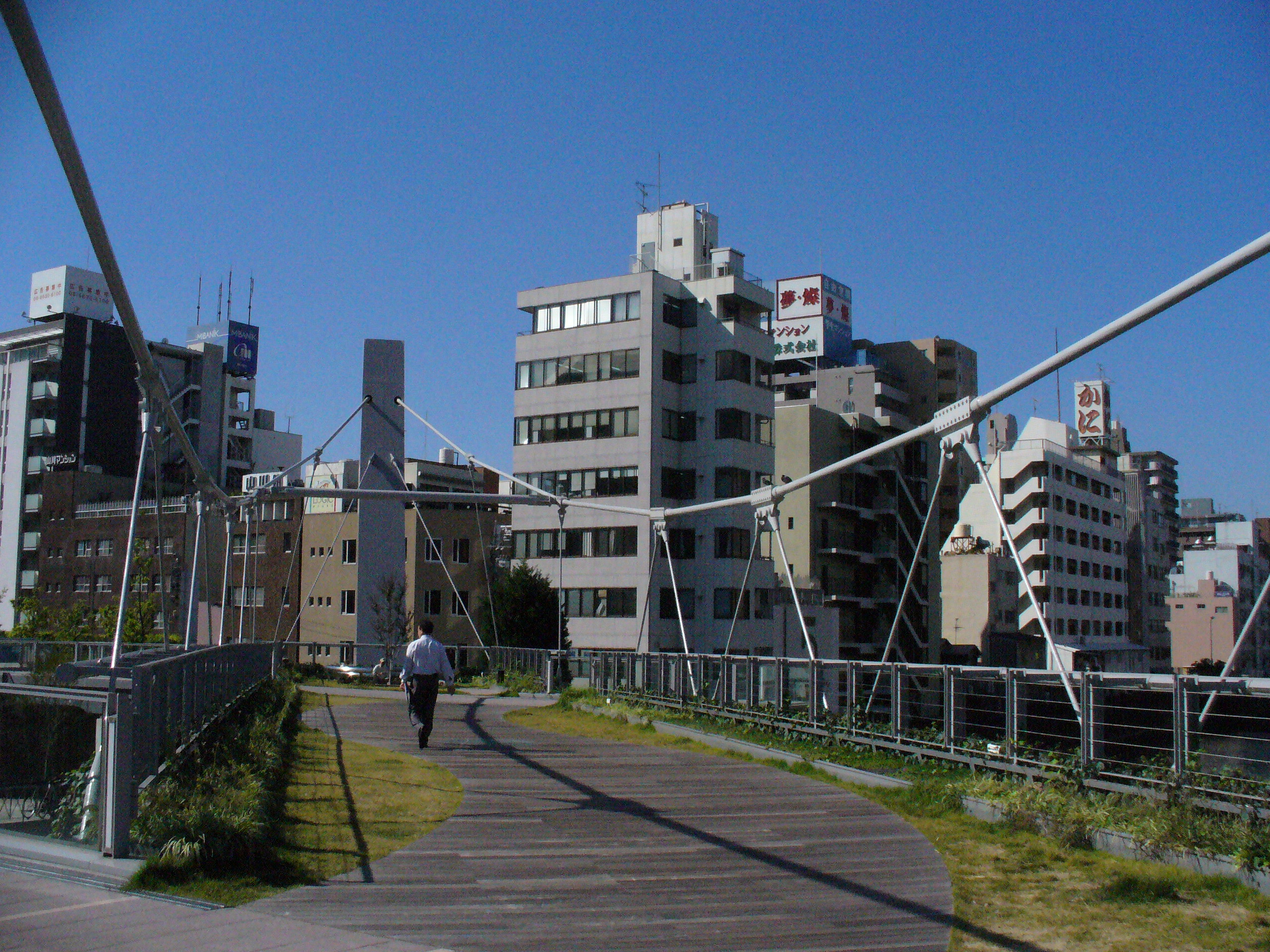
橋上（2009年10月23日撮影）

浮庭橋（うきにわばし）は、大阪府大阪市の道頓堀川に架かる人道橋である。大阪市浪速区湊町1丁目と西区南堀江1丁目を結ぶ。

## 概要
- 橋長：76.3m
- 幅員：4.0～6.2m
- 形式：吊橋
- 完成：2008年（平成20年）12月20日

北岸は若者向けの店舗が並ぶ堀江、南岸は複合施設湊町リバープレイスやJR難波駅、大阪シティエアターミナルがある。
デザインコンペにより採用された「浮かぶはらっぱ」をコンセプトに設計されており、両岸の主塔からケーブルワイヤで鋼床板を吊る構造になっている。橋上は芝生や植栽、橋桁はツタにて緑化され、通行だけでなく憩いの場としても用いられている。
北岸の主塔付近は、中之島に藩の規模に見合わない狭小な蔵屋敷しか持っていなかった加賀藩が、1870年（明治3年）に入堀を備えた約5千坪の蔵屋敷（南堀江新屋敷）を新設した場所にあたる。蔵屋敷跡には1882年（明治15年）に大阪府会議事堂が置かれたが1892年（明治25年）に焼失移転し、1902年（明治35年）に跡地を住友倉庫が取得した。その関係で、当橋の建設費の一部には北岸の商業施設「キャナルテラス堀江」の事業主体である住友倉庫から大阪市への寄附金が充てられている。南岸の主塔付近はかつての桜川分岐点にあたる。